# Kapitál (sociologie)
Kapitál (latinsky capitalis, od slova caput = hlava) jsou prostředky dříve vytvořené člověkem, které nejsou spotřebovány, ale jsou použity jako vstup do další výroby pro vyšší zisky a výnosy v budoucnu. Společně s prací a půdou se jedná o jeden z výrobních faktorů. Tvorba kapitálu je charakteristikou moderní společnosti.
Kapitál má dvě základní formy:
1. fyzický (reálný) kapitál (hmotné statky pro dlouhodobé užití-využívá se k výrobě dalších statků: domy, továrny, budovy, zásoby a zařízení hotových produktů a meziproduktů.
2. finanční kapitál- cenné papíry, bankovní depozita atd.

Hospodářské přebytky jsou v tradiční společnosti spotřebovány ve formě darů, náboženských rituálů, svátků atd. Spolu s technologickým pokrokem podniků, rostou i jejich nároky na kapitál, protože se neustále zvyšují náklady na výzkum a produkci. To vede ke koncentraci a vzniku velkých podniků, které jsou jediné schopné unést hospodářská rizika spojená s inovací. Z hlediska zdrojů lze kapitál rozlišit na:
- kapitál vlastní (základní kapitál, zisk a veřejné fondy)
- cizí kapitál (závazky a úvěry-např. dluhy)[1]

## Kapitál v sociologii
Francouzský sociolog Pierre Bourdieu (1. srpna 1930 – 23. ledna 2002) rozlišuje ve své práci "The Forms of Capital (1986)"  tři druhy kapitálu:

### Kulturní kapitál
Kulturní kapitál (z francouzského le capital culturel) je „forma předpokladů získaných jedinci či skupinami, které jsou potřebné k dosažení určitého sociálního statusu, která je vázána na úroveň a charakter enkulturace.“
Pojem do sociologie vnesl Pierre Bourdieu jako reakci na ekonomismus konceptu lidského kapitálu. Tvrdil, že teorie lidského kapitálu např. ignoruje fakt, že výtěžek ze vzdělání je závislý na kulturním kapitálu investovaném rodinou.
Bourdieu rozlišil tři formy kulturního kapitálu:
1. Inkorporovaná forma: jedná se o soubor dovedností, které si jedinec osvojí v průběhu socializace, nejčastěji pak vlivem rodinného prostředí. Osvojení si inkorporovaného kulturního kapitálu vyžaduje osobní časovou investici a libido sciendi, neboli touhu po vzdělání. Tato investice může mít pozitivní či negativní hodnotu, podle vzdálenosti od požadavků vzdělávacího systému. Stává se součástí habitu.[2]
2. Objektivní forma: má podobu kulturních statků (obrazy, knihy, nástroje, slovníky), které jsou realizací teorií nebo kritik těchto teorií a problematik. Tyto statky mohou přinášet vlastníkovi ekonomickou hodnotu, nebo hodnotu symbolickou.[2]
3. Institucionalizovaná forma: sestává z institucionálního uznání. Institucionalizovaným kulturním kapitálem jsou například akademické tituly či osvědčení o profesní kvalifikaci. Hraje důležitou roli na trhu práce.[2]

V koncepci sociální reprodukce podle Bourdieua jednotlivci usilují o proniknutí do privilegované vrstvy společnosti, která se vyznačuje určitými kulturními specifiky. Úroveň dosaženého vzdělání jednotlivce je přímo závislá na schopnosti absorbovat dominantní kulturu. Vzdělávací systém  vyžaduje řadu schopností, které tvoří důležité komponenty kulturního kapitálu. Tyto schopnosti jsou získávány v rámci rodiny. Kulturní kapitál je ve společnosti rozložen nerovnoměrně, paralelně s kapitálem sociálním a ekonomickým. Selekce žáků při vstupu do vzdělávacího systému pak skrytě reprodukuje sociální nerovnost ve společnosti. Příslušníci vládnoucí vrstvy mají přednostní přístup ke vzdělání. Prostřednictvím vzdělávacího systému se stává kulturní kapitál prostředkem přenosu nerovnosti a pomáhá k autoreprodukci společenských vrstev a k reprodukci struktur společenských vztahů. 
Na druhou stranu demokratizační pojetí kulturního kapitálu vychází z konceptu humanizační funkce kultury a vzdělání. V tomto ohledu lze vnímat kulturní kapitál jako výsledek vzdělání. Cílem vzdělávacího systému je pak smazání vstupních nerovností a vyrovnání šancí jednotlivých společenských vrstev na úspěch. Výchova a vzdělání nereprodukují výchozí sociokulturní nerovnosti, ale pomáhají jejich eliminaci distribucí kulturního kapitálu nezávisle na ekonomickém a sociálním kapitálu. Kulturní kapitál podle této koncepce působí jako rušivý prvek autoreprodukce společenských vrstev a jako zdroj vertikální společenské mobility.

### Sociální kapitál
Sociální kapitál je bohatství ve formě známostí a společenských konexí, kterými může jedinec disponovat a které mu mohou přinášet prospěch. Autorem nejrozšířenější koncepce sociálního kapitálu je Pierre Bourdieu.
Pojem sociální kapitál byl poprvé definován Lyda Judson Hanifanem (1879 – 1932) v článku The Rural School Community Center v roce 1916, avšak o jeho rozšíření se nejvíce zasloužil Pierre Bourdieu (1930 – 1992), který poprvé použil pojem sociální kapitál v práci “Equisse D'une Théorie de la Pratique” z roku 1972. Bourdieu definoval sociální kapitál jako „množinu skutečných nebo potenciálních zdrojů, která je spojena s vlastněním trvalé sítě více či méně institucionalizovaných vztahů založených na vzájemném uznání, nebo též členstvím ve skupině, které každému členovi poskytuje kolektivně vlastněný kapitál, tedy různá oprávnění.“ Objem sociálního kapitálu jedince je pak podle Bourdieua definován velikostí sítě kontaktů, která může být jedinci prospěšná, a velikostí ekonomického, kulturního a symbolického kapitálu, kterou členové sítě disponují.
Dalším sociologem, který se ve svém díle věnoval tématu sociálního kapitálu, byl James Coleman (1926 – 1995). V práci "Social Capital and Creation of Human capital" Coleman demonstroval vliv sociálního kapitálu na pravděpodobnost vyloučení studentů ze středních škol.
Koncepcí sociálního kapitálu se zabývá též americký politolog Robert David Putnam, který se zasloužil o popularizaci pojmu. V "Making Democracy Work: Civic Traditions in Modern Italy" (spolu s R. Leonardim a R. Nanetti) předkládá názor, že sociální kapitál je esenciální pro výkonnou institucionální správu a pro udržení demokracie. Autoři zkoumali výkon regionálních vlád v Itálii od roku 1970, kdy byly tyto regionální ustaveny. Putnam a spol. přinášejí zjištění, že nejlépe fungující regionální správy byly v těch oblastech, kde existovala silná tradice politické angažovanosti občanů.
Mezi další autory, věnující se tématu sociálního kapitálu patří Barry Wellman a Nan Lin.  

### Ekonomický kapitál
Ekonomický kapitál - v koncepci Pierra Bourdieua je to atribut, který doplňuje kapitál sociální a kulturní. Podílí na postavení jedince ve společnosti, na jeho vstupních sociokulturních podmínkách ve vzdělávacím systému.
Ve sféře obchodování se jedná o kapitál, který finanční instituce, či jiná obchodující organizace považuje – na základě svých vlastních analýz rizika – za odpovídající ochranu proti ztrátám z transakce či investice.  